# Pseudoligia argillacea
Pseudoligia argillacea là một loài bướm đêm trong họ Noctuidae.